# Treffrin
Treffrin (bretonisch Trefrin) ist eine französische Gemeinde mit 524 Einwohnern (Stand: 1. Januar 2022) im Département Côtes-d’Armor in der Region Bretagne. Sie gehört zum Arrondissement Guingamp und zum Kanton Rostrenen. Zudem ist der Ort Mitglied des 1993 gegründeten Gemeindeverbands Poher Communauté. Die Einwohner werden Treffrinois(es) genannt.

## Geographie
Treffrin liegt etwa 60 Kilometer südwestlich von Saint-Brieuc ganz im Südwesten des Départements Côtes-d’Armor.

## Bevölkerungsentwicklung

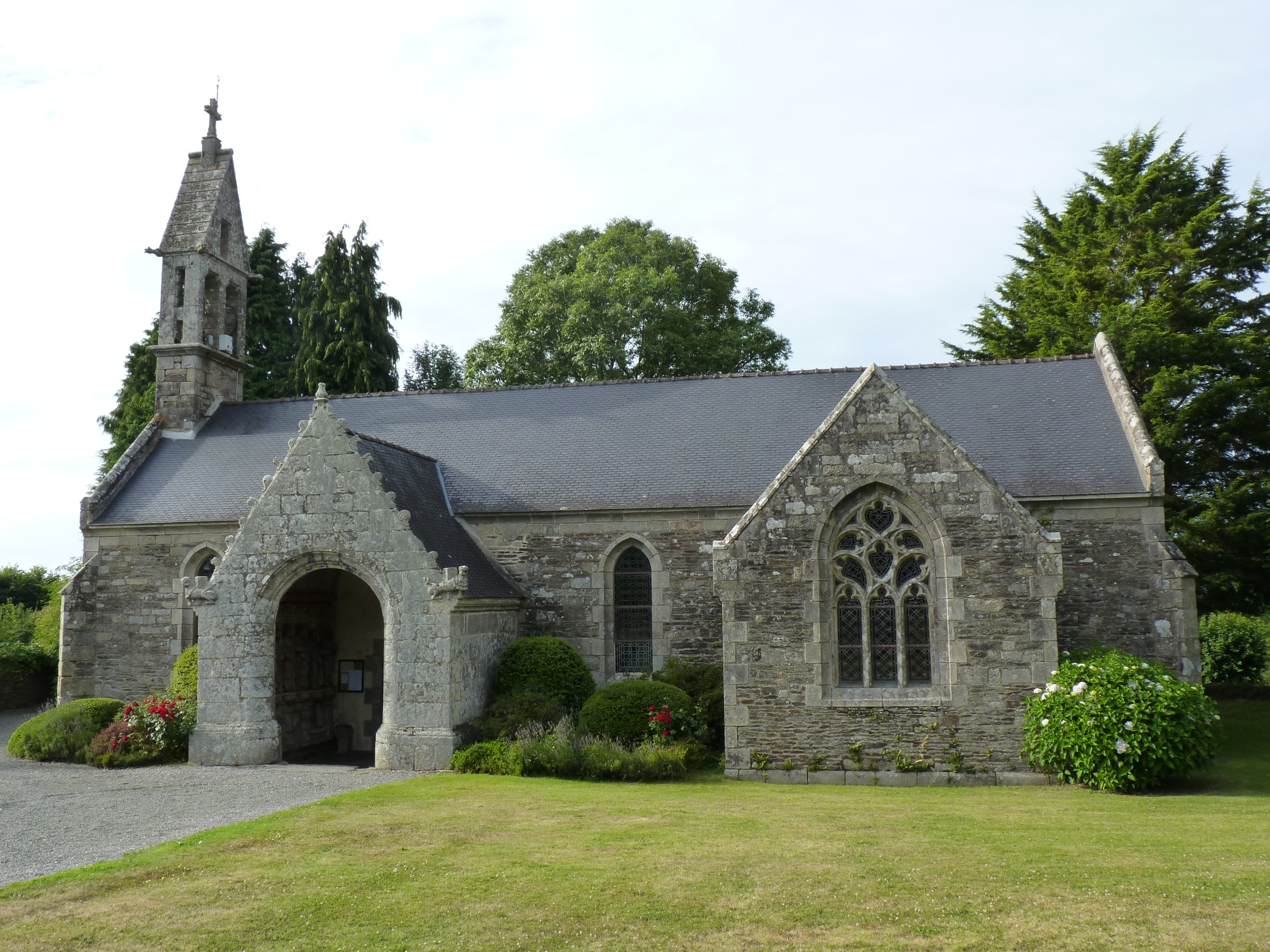
Kirche Notre-Dame

| Jahr                       | 1793 | 1800 | 1806 | 1861 | 1872 | 1921 | 1962 | 1968 | 1975 | 1982 | 1990 | 1999 | 2006 | 2012 |
| Einwohner                  | 169  | 252  | 220  | 332  | 274  | 449  | 253  | 256  | 367  | 550  | 608  | 572  | 554  | 580  |
| Quellen: Cassini und INSEE |      |      |      |      |      |      |      |      |      |      |      |      |      |      |

## Sehenswürdigkeiten
Siehe: Liste der Monuments historiques in Treffrin